# Становка (река, впадает в Верхнерузское водохранилище)
Становка — река в Московской области России, впадает в Верхнерузское водохранилище, до образования которого являлась левым притоком Рузы.
Длина — около 10 км.
Протекает в восточном направлении по территории городского округа Шаховская. Берёт начало двумя истоками в 1 км севернее места пересечения канала Яуза — Руза Вазузской гидротехнической системы трассой узкоколейной железной дороги. Впадает в северную часть Верхнерузского водохранилища.
Становка представляет собой красивую безлюдную лесную речку с незаселённым, местами заболоченным бассейном. Имеет левый приток — речку Малинку.
Питание в основном происходит за счёт талых снеговых вод. Замерзает обычно в середине ноября, вскрывается в середине апреля:7—8.